# Portsmouth Sinfonia

La Royal Albert Hall, sala presso la quale si tenne uno dei più noti concerti dell'orchestra

La Portsmouth Sinfonia era un'orchestra costituita da un gruppo di studenti della Portsmouth School of Art nel 1970. La strana caratteristica dell'ensemble era il requisito che i membri dovessero essere non musicisti o comunque, se già musicisti, non dovevano avere esperienza precedente sullo strumento che suonavano nell'orchestra. Tra i fondatori vi era il compositore inglese Gavin Bryars, insegnante della scuola. L'orchestra era nata come formazione singolare e senza particolari pretese, ma è divenuta un fenomeno culturale nei successivi dieci anni, tenendo concerti e registrando album. L'ultima esibizione in pubblico della Sinfonia risale al 1979.

## Storia
Bryars era interessato più a coinvolgere la massa che a costituire un'orchestra secondo i comuni standard qualitativi, e non scelse i musicisti in base all'abilità, come si fa di solito nelle audizioni, ma invitò a partecipare tutti gli studenti; le uniche regole prevedevano la frequenza per tutti alle prove e il massimo impegno nell'esecuzione, nella quale bisognava cercare di fare il meglio possibile - ma non suonare male di proposito. Lo stesso direttore, John Farley, non aveva competenza musicale: ad esempio, lasciò tutti nello scompiglio quando alle prove di Sul bel Danubio blu tentò di battere il valzer in tempo quaternario. L'orchestra crebbe in dimensione e divenne nota nel giro dei centri culturali all'inizio degli anni Settanta e la loro fama aumentò molto quando nel 1973 firmarono con la Transatlantic Records per l'incisione del primo 45 giri dell'orchestra.
Il gruppo attirò l'interesse di compositori e musicisti e l'aspetto comico delle esibizioni era un fattore positivo supplementare. Brian Eno si unì all'orchestra suonando il clarinetto ed anche Michael Nyman entrò in maniera singolare: nel 1970 era a un concerto della Sinfonia a Londra e rimase colpito al punto da chiedere, durante l'intervallo, se poteva unirsi al gruppo. Poiché avevano con loro un violoncello in più, durante la seconda parte del concerto Nyman salì sul palco a suonare Nell'antro del re della montagna.
Il primo disco dell'orchestra, The Portsmouth Sinfonia Plays the Popular Classics (1974), comprendeva brani celebri tra i quali l'introduzione di Also sprach Zarathustra di Richard Strauss, l'ouverture del Guglielmo Tell di Gioachino Rossini o Nell'antro del re della montagna dalla suite Peer Gynt di Edvard Grieg; nelle incisioni non vi erano ripetizioni e si manteneva il primo tentativo, indipendentemente dagli errori.

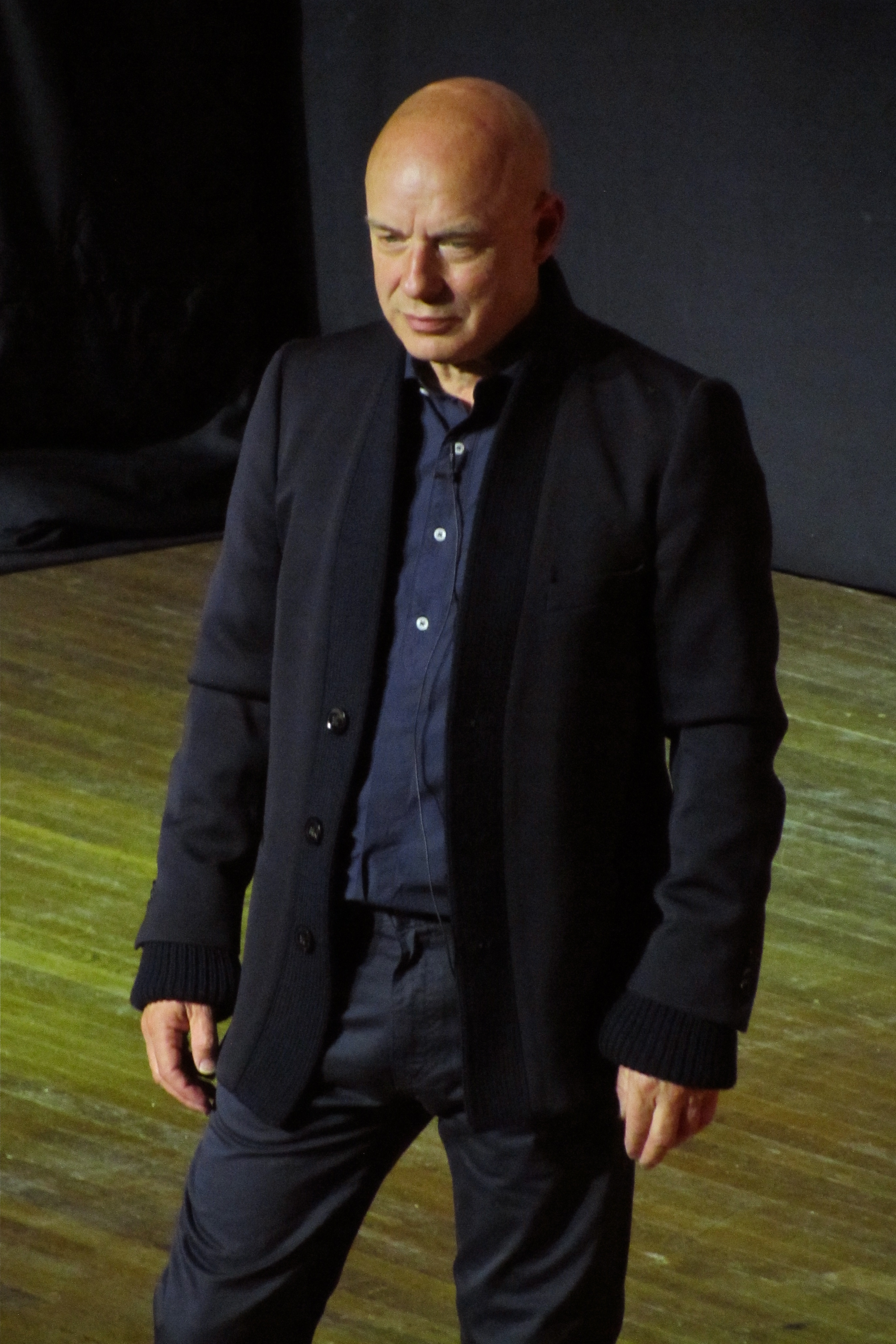
Brian Eno, uno tra i membri più noti dell'orchestra

Su invito di Michael Parsons, l'orchestra si esibì nella Purcell Room del Southbank Centre, a Londra. Il 28 maggio 1974 l'orchestra tenne un concerto storico alla Royal Albert Hall, che vide una grande partecipazione; all'epoca l'orchestra contava 82 elementi ed era ancora diretta da John Farley. Per l'occasione aveva preparato il Concerto per pianoforte e orchestra n. 1 di Čajkovskij, con Sally Binding al pianoforte: si trattava di una buona pianista, la cui esecuzione contrastava, in maniera a suo modo piacevole, con il disastro dell'orchestra che la accompagnava; la composizione era stata, inoltre, trasposta dall'originale tonalità di si bemolle minore in la minore in quanto secondo Martin Lewis, manager pubblicitario del gruppo, "le alterazioni innervosivano l'orchestra". Oltre al concerto per pianoforte, l'orchestra si cimentò nell'Hallelujah dal Messiah di Händel, con un coro di trecento elementi, e in una esecuzione della Ouverture 1812 di Čajkovskij con tanto di cannonate.
L'orchestra apparve in una trasmissione televisiva tedesca, con lo stesso compenso di gruppi di fama come i 10cc, ed era in progetto un promo dedicato, che però non fu realizzato. Nel 1979 la Sinfonia, che si autoproclamava "the world's worst orchestra", pubblicò l'album 20 Classic Rock Classics, un repertorio in risposta satirica alle attività rock della London Symphony Orchestra, e nel settembre dello stesso anno tenne un concerto al Rainbow Theatre, l'ultima apparizione pubblica dell'orchestra.
Nel 1981 fu pubblicato un medley, curato da Martin Lewis ed edito da Springtime!/Island Records, come risposta agli album Hooked on Classics della Royal Philharmonic Orchestra, che consisteva in precedenti registrazioni remixate in stile disco. Il singolo raggiunse il 38º posto nella Top 40 della Official Singles Chart. Nel 1994 la BBC aveva preparato un film per celebrare l'orchestra a vent'anni dal concerto alla Albert Hall, ma la sua messa in onda venne cancellata su richiesta della Bournemouth Symphony Orchestra, i cui rappresentanti temevano che il pubblico potesse confondere le due formazioni.

## Discografia
- 1974 - Portsmouth Sinfonia Plays the Popular Classics
- 1974 - "Hallelujah!" – The Portsmouth Sinfonia at the Royal Albert Hall
- 1979 - 20 Classic Rock Classics
- 1981 - "Classical Muddly" / "Hallelujah Chorus" (singolo, Springtime Records – UK #38)
- 1993 - Dead Parrot Society (compilation album)